# Hydrillodes lentalis
Hydrillodes lentalis är en fjärilsart som beskrevs av Achille Guenée 1854. Hydrillodes lentalis ingår i släktet Hydrillodes och familjen nattflyn. Inga underarter finns listade i Catalogue of Life.